# Amphorophora kesocqua
Amphorophora kesocqua är en insektsart som beskrevs av Hottes 1950. Amphorophora kesocqua ingår i släktet Amphorophora och familjen långrörsbladlöss. Inga underarter finns listade i Catalogue of Life.